# Mooses Putro
Mooses Putro, ursprungligen Putronen, född 30 oktober (18 oktober enligt julianska kalendern) 1848 i Tuutari i Ingermanland, försvunnen 24 november 1919 i Petrograd, var en ingermanländsk kyrkomusiker, kompositör och sångtextförfattare. Putro är upphovsman till den ingermanländska nationalsången Nouse, Inkeri.

## Biografi
Putro var son till hemmansägaren Matias Putronen och Maria Kaipiainen. Av familjens sex barn fick Putro och två av hans bröder vidare utbildning; brodern Juuso blev sedermera lärare i Sordavala och brodern Sakari blev författare och körledare. Föräldrarna bekostade sönernas skolning. Putro studerade till lärare vid seminariet i Kolppana 1863–1866 och studerade musik vid Sankt Petersburgs konservatorium 1874–1878. Han tilldelades frikonstnärsdiplom och gjorde 1867 en studieresa till Estland, där han läste vid livländska ridderskapets seminarium i Valga. Vårterminen 1871 läste han även en termin vid seminariet i Jyväskylä.
Han var lärare vid kyrkskolan i Tuutari 1866–1868, adjunkt vid seminariet i Kolppana 1868–1872, lärare vid Sankt Petersburgs finska församlings högre kyrkskola 1872–1885 och klockare-organist vid Sankt Petersburgs Heliga Maria kyrka 1872–1879. Därtill var han mellan 1885 och 1905 redaktör för den finskspråkiga tidningen Inkeri. Som kompositör debuterade Putro 1880, då han publicerade en samling med 20 sånger arrangerade för kör. Nio av melodierna var hans egna och han hade skrivit sångtexter till ytterligare två titlar. När seminariet i Kolppana 1888 firade sitt 25-årsjubileum framfördes Putros Nouse, Inkeri för första gången, men den trycktes inte förrän 1899 och på grund av censuren bar den då namnet Nouse, kansani. Hymnen bestod av endast en vers fram till år 1900, då Paavo Räikkönen tillförde fler strofer.
Vid finska församlingen grundade Putro en finskspråkig sångförening kallad Sankt Petersburgs finska sångförening (Pietarin Suomalainen Lauluseura), vilken som mest hade 80 medlemmar. Putro var dess organist från och med 1872. Kören uppträdde huvudsakligen i Sankt Petersburg, men vann två körtävlingar i Finland; 1891 i Kuopio och 1908 i Viborg. År 1901 gjorde kören nio skivinspelningar för bolaget Gramophone Company. Antagligen var detta första gången som Jean Sibelius musik förevigades på skiva. Vid sidan om körverksamheten organiserade Putro 1899 den första ingermanländska sångfestivalen i Skuoritsa och arrangerade fler musikfester när Kolppanas seminarium 1913 fyllde 50 år; vid det tillfället närvarade över 5000 åhörare och omkring 900 personer uppträdde. Den sista av honom genomförda sångfesten hölls i Tuutari 1918, men den årliga traditionen har sedan 1990-talet återupptagits i Ingermanland.
Den 19 november 1919 vikarierade Putro för en präst i Petrograd. Han hade tidigare under dagen lett en begravningsgudstjänst och skulle från Finlandsstationen resa till en annan begravning, men försvann spårlöst under färden. Han antas blivit mördad.
Han var från 1879 gift med Nanna Sofia Juvonen, med vilken han hade en son.